# Crassimarginatella corniculata
Crassimarginatella corniculata är en mossdjursart som beskrevs av Tilbrook, Hayward och Gordon 200. Crassimarginatella corniculata ingår i släktet Crassimarginatella och familjen Calloporidae. Inga underarter finns listade i Catalogue of Life.